# Polyschides kaiyomaruae
Polyschides kaiyomaruae is een Scaphopodasoort uit de familie van de Gadilidae. De wetenschappelijke naam van de soort is voor het eerst geldig gepubliceerd in 1975 door Okutani.